# 30857 Парсек
30857 Парсек (30857 Parsec) — астероїд головного поясу, відкритий 31 грудня 1991 року.
Тіссеранів параметр щодо Юпітера — 3,634.
Назва походить від астрономічної одиниці вимірювання відстаней — парсека. Номер астероїда дорівнює кількості трильйонів метрів у парсеку.